# Migas nitens
Migas nitens är en spindelart som beskrevs av Hickman 1927. Migas nitens ingår i släktet Migas och familjen Migidae.
Artens utbredningsområde är Tasmanien. Inga underarter finns listade i Catalogue of Life.